# Travenberg
Travenberg  är en gård och bebyggelse i Tensta socken i Uppsala kommun väster om Tensta kyrkby. År 1995 avgränsade SCB en småort namnsatt till Brogården, Uppsala kommun för denna bebyggelse och den i grannbyn i norr Brogården. År 2000 avgränsade så SCB en annan småort vid och öster om kyrkbyn vilken namnsattes till Travenberg (Tensta kyrka) vilken alltså inte omfattade denna gård och bebyggelse. 
Travenberg var ursprungligen en del av Tensta kyrkby, vid Storskiftet delades byn upp i bydelarna Brogården, Travenberg och Norra Tensta.